# Muzică religioasă
Muzica religioasă este un gen muzical care se cântă în cadrul adunărilor religioase.

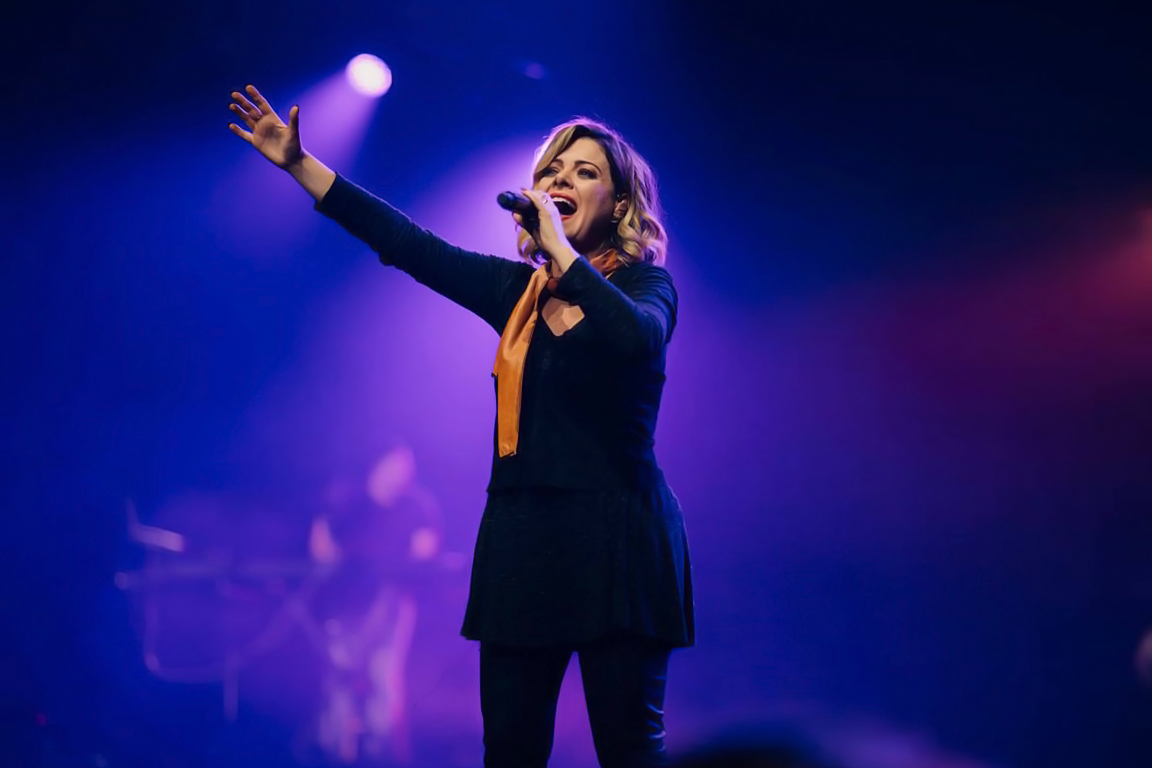
Ana Paula Valadão